# IC 3524
IC 3524 је појединачна звијезда у сазвјежђу Береникина коса која се налази на листи објеката дубоког неба у Индекс каталогу.
Деклинација објекта је + 14° 14' 40" а ректасцензија 12h 34m 43,2s.